# Premolis excavata
Premolis excavata är en fjärilsart som beskrevs av Forbes 1939. Premolis excavata ingår i släktet Premolis och familjen björnspinnare. Inga underarter finns listade i Catalogue of Life.